# Monumento al Soldado de Reemplazo
El monumento al Soldado de Reemplazo se encuentra en la Plaza Puerta del Mar en Alicante (España). Se inauguró el 1 de junio de 2001 con motivo de la celebración del Día de las Fuerzas Armadas en Alicante, un evento que contó con la presencia de los Reyes de España y el Príncipe Felipe. Durante el acto, se realizaron diversas actividades y maniobras militares, así como un homenaje a los soldados de reemplazo. La iniciativa fue impulsada por Federico Trillo, quien en ese entonces era ministro de Defensa y miembro del Partido Popular de Alicante. Desde su inauguración, el monumento ha sido motivo de controversias políticas y estéticas.